# Castillo del Poyo

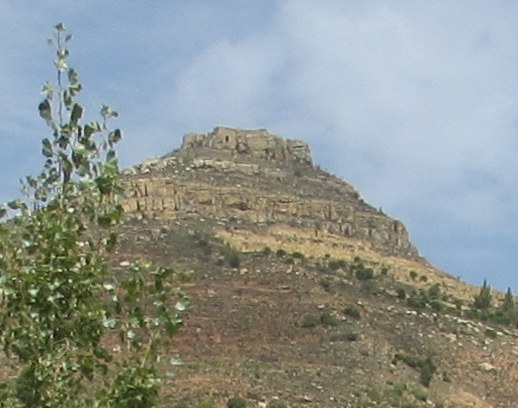
Cara sur

El castillo del Poyo, también conocido como fuerte del Collado, se encuentra en el término municipal de Alpuente a unos 12 kilómetros al norte de esa población, cerca de la aldea del Collado.
Las ruinas del castillo del Poyo se encuentran en la cima de un elevado cerro (Cerro del Poyo), situado a algo más de un kilómetro de la aldea de El Collado, en la parte norte del término municipal de Alpuente, a unos 12 km, en la provincia de Valencia. El ascenso al castillo se hace a pie y dura una media hora.
Se trata de un bien de interés cultural, con código R-I-51-0009343

## Historia
El Castillo del Poyo se levanta sobre un cerro de 1475 metros al norte del término de Alpuente, muy cerca de la línea divisoria con la provincia de Teruel.
El emplazamiento debió ser ocupado desde muy antiguo, como lo prueban los hallazgos documentados desde la Edad del Bronce, así como ibérico, romano, árabe, medieval y llegando su ocupación hasta la tercera Guerra Carlista, cuando el 6 de agosto de 1840 fue tomado por las tropas liberales y asolado. Algunos de los hallazgos se conservan en el Museo Arqueológico Municipal de Alpuente. Hubo una fortaleza musulmana, ocupada y mantenida en uso por los conquistadores cristianos debido a su alto valor estratégico, hasta que fue progresivamente abandonada hasta las Guerras Carlistas, en las que jugó un destacado papel, llegando a albergar una academia de promoción de oficiales del ejército carlista.
Su origen parece ser romano, ya que en su entorno se han encontrado monedas y otras piezas arqueológicas de esa época, pero los musulmanes lo construirían o reconstruirían en el siglo X. Fue reformado en el siglo XIX.
Los hechos de armas más importantes en los que intervino esta fortaleza ocurrieron durante las Guerras Carlistas, en las que jugó un destacado papel, llegando a albergar una academia de promoción de oficiales carlista. Una vez rendida Morella durante la Primera Guerra, las tropas que ocupaban el Castillo del Poyo se negaron a abandonarlo, debiendo ser tomado por las fuerzas del general Azpiroz. En la Segunda Guerra, en 1875, cuando ya se habían retirado al norte del Ebro todas las tropas carlistas tras la capitulación de Cantavieja, el castillo siguió fiel al carlismo, resistiendo todos los ataques de las fuerzas del general Manuel de Salamanca, hasta que tuvo que rendirse tras un intenso bombardeo artillero. Su caída significó el fin de esta guerra en tierras valencianas.
Poco queda hoy sobre la rasante de la cima del poderoso Fuerte del Collado tras la toma y consiguiente destrucción a manos de las tropas liberales al mando del general Salamanca. El arranque de la muralla perimetral y sus torres sobre el farallón rocoso; al interior, gran cantidad de ruina entre la que se adivina el trazado de las construcciones interiores y en algún punto, la bóveda que aflora de alguna construcción subterránea. También por las laderas hay restos, tanto de piedra de construcción como trozos de cerámica. Las necesidades de material de construcción de las aldeas vecinas han hecho el resto.
La construcción parece toda ella de piedra en seco, con zonas rejuntadas con morteros de cal, probablemente trabajos de mantenimiento y consolidación a lo largo del tiempo.

## Descripción
Su perímetro es irregular, con unos 200 m de longitud por 80 de anchura en sus ejes mayores. La cima está formada por un peñasco completamente tajado de 10 m de altura, sobre el que se asienta la obra de sillería, de la que quedan algunos restos de amurallamientos, pero ninguna torre.